# Incurviseta fulvoviridis
Incurviseta fulvoviridis är en tvåvingeart som beskrevs av Malloch 1927. Incurviseta fulvoviridis ingår i släktet Incurviseta och familjen lövflugor. Inga underarter finns listade i Catalogue of Life.